# Baldassarre Suarez de la Concha

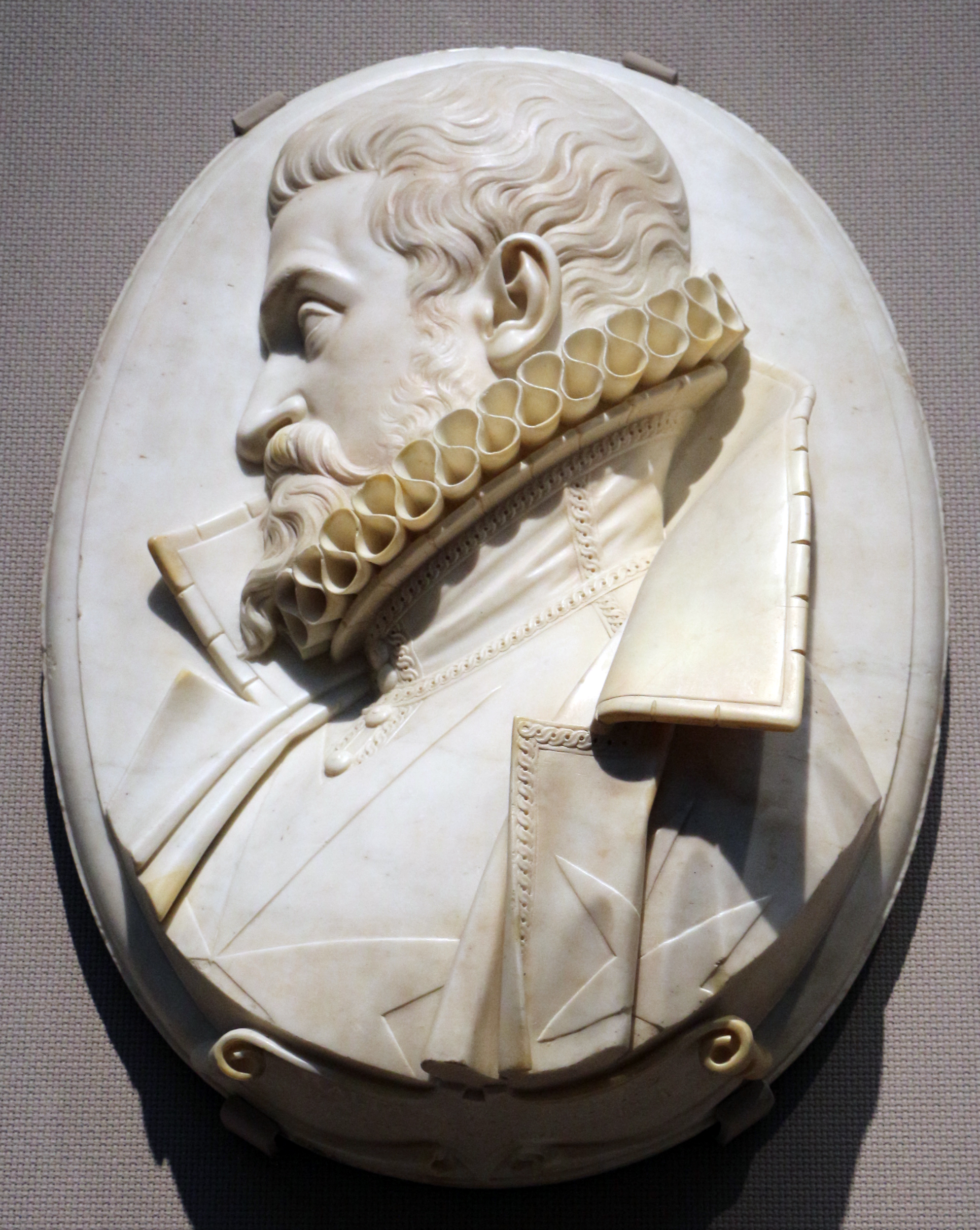
Busto scolpito da Giovanni Caccini

Baldassarre Suarez de la Concha (Segovia, XVI secolo – ...) è stato un nobile italiano.

## Biografia
Giunto a Firenze divenne molto vicino al granduca Cosimo I de' Medici quando riuscì a sposare Maria, una sorella di Camilla Martelli, la seconda moglie del Granduca, diventando quindi cognato di Cosimo.
Da un ramo secondario della famiglia Medici rilevò il baliato dell'Ordine di Santo Stefano nel 1590.
Comprò il palazzo Corsini in via Maggio (che da allora si chiama palazzo Corsini Suarez) e si stabilì così vicino alla reggia di palazzo Pitti. Poiché vi stabilì la sede della Commenda di Firenze, il palazzo fu chiamato anche palazzo della Commenda.
A lui si deve il restauro del palazzo affidato a Gherardo Silvani.